# Раул Хаџимба
Раул Хаџимба (абх. Рауль Џьумка-иҧа Ҳаџьымба;рођ.21. мартa 1958 Ткварчал, Абхазија) абхазијски политичар и садашњи председник самопроглашене Републике Абхазије. На дужност председника ступио је 25. септембра 2014. године, са уставним мандатом од 5 година.

## Детињство, младост и каријера
Раул Хаџимба је рођен 21. марта 1958. године у граду Ткварчалу, где се и школовао и једно време радио као механичар у електрани. Од 1976. до 1978. године, радио је у совјетском аеродруму одбрамбених снага. Од 1979. до 1984. године је дипломирао на Правном факултету на абхаском државном универзитету. Од 1985. до 1986. године Хаџимба је студирао на КГБ-у у Минску, а онда је служио као агент КГБ у Ткварчалу до 1992. године. Током рата са Грузијом 1992-1993, Хаџимба је био шеф војне обавештајне службе и контраобавештајне операције на источном фронту. За свој рад, био је награђен Орденом Леон. Од 1996. до 1998. године, Шеф против кријумичарења Државног комитета царина Абхазије. 1998 године, постао је њен заменик председника.

## Политичка активност
Дана 27. августа 2014. године састао се у Москви у приградском боравишту Ново-Огариово са руским председником Владимиром Путином разговарао закључивање новог уговора о пријатељству и сарадњи између Русије и Абхазије. Споразум би требало да успостави заједнички простор безбедности и одбране, отварање границе Русија-Абхазија. 13. октобра 2014.. године нацрт споразума, који коментатори похвалили као корак ка политичкој одбрани уније Абхазије и Русије, објављен је за јавну расправу. Путин и Хаџимба су, 24. новембра 2014. године,  потписали у Сочију Уговор о савезу и стратешког партнерства за 10 година, према којима заједнички одбрана простор креира и заједничке групе снага, са перспективом пуне војне и политичке интеграције двеју држава. Русија ће значајно помагати са 5 милијарди рубаља годишње, повећавајући финансијску подршку Абхазији, укључујући доприносе за социјално осигурање и пензије. У јануару 2015. године, Руска државна Дума је ратификовала овај споразум.